# 프란츠 샤프하이틀린
프란츠 에르빈 파울 샤프하이틀린(독일어: Franz Erwin Paul Schafheitlin, 1895년 8월 9일~1980년 2월 6일)은 독일의 배우이다.

## 출연 작품

### 영화
- 더 그레잇 새크리파이스 (1954년)
- 목마 (1950년)
- 옛 시절 (1947년)
- 사막의 노래 (1939년)
- 너의 운명은 나에게 있다 (1939년)
- 레이 오브 선샤인 (1933년)